# Санарпосинское сельское поселение
Санарпо́синское се́льское поселе́ние (чув. Сӑнарпуҫ ял тӑрӑхӗ) — муниципальное образование в Вурнарском районе Чувашии Российской Федерации.
Административный центр — деревня Санарпоси.

## История
Статус и границы сельского поселения установлены Законом Чувашской Республики от 24 ноября 2004 года № 37 «Об установлении границ муниципальных образований Чувашской Республики и наделении их статусом городского, сельского поселения, муниципального района и городского округа».

## Население
| 2010 | 2012 | 2013 | 2014 | 2015 | 2016 | 2017 |
| ---- | ---- | ---- | ---- | ---- | ---- | ---- |
| 966  | ↘944 | ↘936 | ↘929 | ↗933 | ↘903 | ↘875 |
| 2018 | 2019 | 2020 | 2021 |      |      |      |
| ↘849 | ↘826 | ↘808 | ↘796 |      |      |      |

## Состав сельского поселения
| № | Населённый пункт | Тип населённого пункта          | Население |
| - | ---------------- | ------------------------------- | --------- |
| 1 | Новые Яхакасы    | деревня                         | ↗642      |
| 2 | Санарпоси        | деревня, административный центр | ↗472      |